# AS JET Kintana
El AS JET Kintana es un club de fútbol con sede de Antananarivo, Madagascar. Actualmente juega en la Pro League de Madagascar, la liga más importante de fútbol en el país.

## Historia
Fue fundado el 4 de enero de 2021 tras la fusión de AS JET Mada y el Kintana FC. Desde 2021 juega en la Pro League donde su primera temporada termina 3.° del grupo norte.